# Thomas Smith-Stark
Thomas Cedric Smith-Stark, también conocido como Thomas Smith-Stark o Thomas C. Smith-Stark (1 de enero de 1948-17 de mayo de 2009) fue un lingüista estadounidense conocido por sus investigaciones sobre las lenguas mesoamericanas. La mayor parte de su carrera académica la desarrolló en México, donde vivió durante 28 años y colaboró en 96 artículos. Junto con Terrence Kaufman y Lyle Campbell, ayudó a definir Mesoamérica como un área lingüística.
Smith-Stark también formó parte del consejo asesor del Instituto Nacional de Lenguas Indígenas y participó en las discusiones para la redacción de una política mexicana sobre lenguas indígenas.

## Primeros años
Thomas Smith-Stark desarrolló un interés por la lingüística cuando estaba en la escuela secundaria. En la biblioteca pública leyó obras clásicas del campo. Eligió lingüística como especialidad mientras estudiaba en la Universidad Brown. Smith-Stark trabajó dos veranos en el proyecto Dictionary of American Regional English de Frederic Cassidy.
Pasó 22 meses en la infantería de marina trabajando en inteligencia militar en Cherry Point, Carolina del Norte . Como parte de su servicio militar, fue enviado a Grecia, donde compiló un diccionario de inglés marino. En 1971 ingresó al programa de doctorado en lingüística de la Universidad de Chicago.

## Campos de estudio
Thomas Smith-Stark estaba interesado principalmente en las lenguas mesoamericanas. Su tesis doctoral versó sobre la fonología y morfología del pocomam. Desarrolló sus primeros trabajos sobre los la voz antipasiva y la diátesis en maya. Le interesaban los glifos mayas y publicó en 1996 A Concordance to the Inscriptions of Palenque, Chiapas, con William Ringle. En 1981 comenzó a trabajar en el Centro de Estudios Lingüísticos y Literarios de El Colegio de México. A mediados de 1980, comenzó a estudiar algunos rasgos del idioma amuzgo como el tono, la morfología verbal, la voz y la negación en colaboración con Fermín Tapia, hablante nativo de San Pedro Amuzgo. Este fue su primer contacto con las lenguas otomangues.
Retomó las obras de Juan de Córdova en zapoteco y Antonio de Rincón en náhuatl. Se convirtió en un experto en zapoteco y náhuatl coloniales y llevó a cabo varios estudios relacionados con la lingüística misionera en la Nueva España.
Entre los años 1980 y 1990 trabajó en lingüística areal. Con Lyle Campbell y Terrence Kaufman, publicó "Meso-America as a Linguistic Area", artículo que proporcionó evidencia de que Mesoamérica debe considerarse como una región coherente de contacto lingüístico caracterizada por un conjunto identificable de rasgos lingüísticos.

## Legado
En la Biblioteca de Investigación Juan de Córdova (Oaxaca, México) se encuentra disponible el Fondo Documental Thomas C. Smith-Stark. La colección contiene libros, archivos y artículos que Smith-Stark elaboró durante toda su vida. 